# 衝上雲霄
《衝上雲霄》（英語：Triumph in the Skies）是香港電視廣播有限公司製作的時裝航空電視劇，由吳鎮宇、陳慧珊、馬德鐘及胡杏兒領銜主演，由葉璇、吳卓羲、陳鍵鋒、黃宗澤、馬國明、胡定欣、石修、韓馬利、蘇玉華及林曉峰聯合演出，並由Twins、王傑及陳奕迅特別演出，監製潘嘉德。
此劇為無綫電視所選播的36週年台慶劇，亦為《衝上雲霄系列》第一輯，其續集為《衝上雲霄II》。
《衝上雲霄》中Belle一角是第一女主角陳慧珊的代表角色，亦為她的事業推上了最高峯。她在劇中無論是空中小姐的制服造型，抑或與吳鎮宇、馬德鐘錯中複雜的三角關係都令觀眾津津樂道。陳慧珊亦憑藉此劇獲得了《萬千星輝賀台慶2003》的「我最喜愛的電視角色」，以及《Astro華麗台電視劇大獎2004》的「我的至愛女主角」及「我的至愛電視角色」，成為首屆「大馬雙料視后」。此外，由陳慧珊主唱的片尾曲《我不愛你》在坊間亦大受歡迎。
劇集以航空業為題材。這是一個極具難度的題材，為香港電視劇集史上的首次。在這套劇拍攝中，得到了國泰航空公司和香港機場管理局的支持。從開始大量的資料搜集，創作劇本以至拍攝，到最後完成後期剪接，再到播映，整部劇集的制作歷時三年。攝製組遠赴多個海外城市取景，包括遠赴澳洲、意大利和日本進行實景拍攝，當中於澳洲阿德萊德飛行訓練學校取景拍攝時，得到當地訓練導師提供專業指導和協助。

## 故事劇情
唐亦琛（吳鎮宇飾）自小生活在舊機場區，由於母親邢佳美（韓馬利飾）不辭而別，因此亦琛一心想成為機師，有朝一日架著飛機迎母親回家。經過努力，亦琛成為飛揚航空（Solar Airways）高級副機長，雖工作得意，亦琛的感情生活卻因無法走出父母離異的陰霾，顯得十分貧乏。在一次前往羅馬旅遊的過程中亦琛結識樂以珊（陳慧珊飾），兩人互有愛意，卻因誤會而分開。而亦琛好友凌雲志（馬德鐘飾）卻對以珊一見鍾情，兩人回港後繼續交往、結婚，但因雲志認為以珊對亦琛舊情難忘，無法釋懷，遂決定獨身返回澳洲，讓以珊決定選擇誰為終身伴侶。與此同時與亦琛交往一段時間的蘇怡（胡杏兒飾）也認為亦琛無法忘記以珊，十分痛苦，決定退出這場四角戀，在種種的壓力下，亦琛究竟該做出怎麼樣的選擇呢？另一方面亦琛在羅馬遇上自小未曾謀面的弟弟唐亦風（吳卓羲飾），亦風十分自負，追隨亦琛腳步報考機師時遇上童希欣（葉璇飾），對其有好感，但兩人的另一好友萬浩聰（陳鍵鋒飾）對希欣亦有意，亦風深覺自己比不上浩聰，決定疏遠希欣，三人面對愛情及友誼的考驗。

## S4
觀衆經常會稱劇裡其中四個角色唐亦風（吳卓羲飾）、萬浩聰（陳鍵鋒飾）、謝立豪（黃宗澤飾）和高志宏（馬國明飾）為“S4”，“S”取自劇中“飛揚航空”的英文名。此稱謂亦引申而指上述四位演員。

## 演員表

### 唐家
| 演員   | 角色   | 關係、職業 | 暱稱                                |
| 石 修  | 唐 璜  | 膳佳空廚公司行政總廚 邢佳美之夫 唐亦琛、唐亦風之父 湯凱雯之上司兼前男友 | Philip                              |
| 韓馬利 | 邢佳美 | 膳佳空廚公司市場客戶服務部經理 唐璜之妻 唐亦琛、唐亦風之母 | Cammy                               |
| 吳鎮宇 | 唐亦琛 | 飛揚航空高級副機長，後為機長 曾因腦部受傷積了瘀血，影響視力而調職顧客關係部任助理經理，其間顯得他非常有耐性，後恢復職務 唐璜、邢佳美之長子 唐亦風之兄，與其不和，後和好 程日東之好友 凌雲志之好友、情敵兼競爭對手，與其相識超過20年 樂以珊之舊情人，因誤會與其分手，後為知己 蘇怡之暗戀對象，後為男友，最後結婚 | Samuel Sam Sam哥 參湯（龍老太專稱） |
| 吳卓羲 | 唐亦風 | 飛揚航空二副機長，最後升為副機長 唐璜、邢佳美之幼子 於意大利長大 因被邢佳美刻意誤導而自小以為自己是她的弟弟，即唐亦琛的舅舅，於第6集得知真相 唐亦琛之弟，與其不和，後和好 童希欣之好友，與其互相暗戀，但讓愛予萬浩聰 蘇怡、萬浩聰、謝立豪、高志宏、凌卓芝、莫善波之好友                                         | Issac                               |

### 凌家
| 演員   | 角色   | 關係、職業 | 暱稱           |
| 江 漢  | 凌匡博 | 蔡司琳之夫 凌雲志、凌卓芝之父 樂以珊之老爺 定居澳洲 |                |
| 盧宛茵 | 蔡司琳 | 凌匡博之妻 凌雲志、凌卓芝之母 樂以珊之奶奶 定居澳洲 |                |
| 馬德鐘 | 凌雲志 | 飛揚航空高級副機長，後為機長 凌匡博、蔡司琳之子 凌卓芝之兄 樂以珊之夫 唐亦琛之好友、情敵兼競爭對手，與其相識超過20年 Mimi之前男友，後為知己 間接令唐亦琛與樂以珊因誤會而分手 於第30集在羅馬遇上交通意外身亡 於第36-39集在樂以珊的幻覺中出現 | Vincent        |
| 陳慧珊 | 樂以珊 | 飛揚航空地勤，後為機艙服務員，最後返回機場原職 凌雲志之妻 凌匡博、蔡司琳之媳婦 唐亦琛之舊情人，因誤會與其分手，後為知己 蘇怡、貝嘉露、丘惠琪之好友 凌卓芝之嫂                                                                               | Isabelle Belle |
| 胡定欣 | 凌卓芝 | 機艙服務員 凌匡博、蔡司琳之女 凌雲志之妹 曾暗戀唐亦琛 謝立豪之女友 蘇怡、童希欣、唐亦風、萬浩聰、高志宏之好友 於第10集出場 定居澳洲，於第17集回港生活                                                                                       | Coco           |

### 莫家
| 演員   | 角色   | 關係、職業 | 暱稱 |
| 蔡國慶 | 莫柏特 | 蕭芳之夫 莫善波之父 蘇根、蘇怡之姨丈 名字影射莫扎特 |      |
| 馮素波 | 蕭 芳  | 莫柏特之妻 莫善波之母 蘇根、蘇怡之姨母 名字影射蕭邦 |      |
| 林曉峰 | 莫善波 | 機管局客運服務主任 莫柏特、蕭芳之幼子 蘇怡之表哥兼好友 童希欣、唐亦風、萬浩聰、謝立豪、高志宏之好友 貝嘉露之下屬並暗戀她，後為男友 | Paul |
| 胡杏兒 | 蘇 怡  | 機管局客運服務主任 蘇根之妹 暗戀唐亦琛，後為其女友，最後結婚 莫善波之表妹兼好友 貝嘉露之下屬兼好友 樂以珊、童希欣、唐亦風、萬浩聰、謝立豪、高志宏、凌卓芝、王祖培之好友 患有先天性心肌炎，於第40集因叮噹捐贈心臟而喜獲換心 於衝上雲霄II被提及已身亡 | Zoe  |

### 萬家
| 演員   | 角色   | 關係、職業 | 暱稱   |
| 郭 峰  | 萬世昌 | 富商 / 萬年企業老闆 羅秀瓊之夫 萬浩聰之父 反對萬浩聰當機師並要求其接管萬年企業，後被其接納                                              |        |
| 蘇恩磁 | 羅秀瓊 | 萬世昌之妻 萬浩聰之母 |        |
| 陳鍵鋒 | 萬浩聰 | 飛揚航空二副機長，後辭職 萬世昌、羅秀瓊之子 童希欣之好友並暗戀她，後為男友，最後分手 蘇怡、唐亦風、謝立豪、高志宏、凌卓芝、莫善波之好友 | Donald |
| 楊瑞麟 | 德     | 萬世昌助手 |        |
| 黎秀英 |        | 萬家傭人 |        |

### 謝家
| 演員   | 角色   | 關係、職業 | 暱稱  |
| 陳榮峻 | 謝四海 | 萬世昌之司機 陳玉琴之夫 謝立豪之父 於第24集因在上班期間偷懶而被萬世昌解僱                                           |       |
| 羅冠蘭 | 陳玉琴 | 飛揚航空清潔女工 謝四海之妻 謝立豪之母                                                                              |       |
| 黃宗澤 | 謝立豪 | 飛揚航空二副機長，最後升為副機長 謝四海、陳玉琴之子 蘇怡、童希欣、唐亦風、萬浩聰、高志宏、莫善波之好友 凌卓芝之男友 | Chris |

### 高家
| 演員   | 角色   | 關係、職業 | 暱稱 |
| 劉 江  | 高大威 | 巴士司機 沈麗碧之夫 高志宏之父 Denise之姨丈                                                                                 |      |
| 陳嘉儀 | 沈麗碧 | 高大威之妻 高志宏之母 Denise之姨母                                                                                          |      |
| 馬國明 | 高志宏 | 飛揚航空二副機長，最後升為副機長 高大威、沈麗碧之子 Denise之表哥 蘇怡、童希欣、唐亦風、萬浩聰、謝立豪、凌卓芝、莫善波之好友 | Roy  |
| 朱婉儀 | Denise | 高大威、沈麗碧之姨甥女 高志宏之表妹                                                                                         |      |

### 飛揚航空 （Solar Airways）

#### 飛機師
| 演員          | 角色   | 關係、職業 | 暱稱       |
| 駱應鈞        | 金澤泰 | 中日混血兒 機長 / 飛揚航空公司飛行訓練經理 葉雁婷之未婚夫 | Taylor     |
| 河國榮        | Eddie  | 機長 / 高級訓練機長 |            |
| Brian Ireland | David  | 機長 |            |
| 吳鎮宇        | 唐亦琛 | 高級副機長，於第20集成為香港首位華人機長 於第22集因腦部受傷積了瘀血，影響視力而調職顧客關係部任助理經理，於第36集返回原職 參見唐家 | Samuel Sam |
| 馬德鐘        | 凌雲志 | 高級副機長，於第28集成為機長 參見凌家 | Vincent    |
| 鄧梓峰        | 程日東 | 高級副機長，於第40集升為機長 唐亦琛之好友 | Tony       |
| 梁健平        | Willie | 高級副機長 |            |
| 邵卓堯        | Jay    | 高級副機長 |            |
| 葉 璇         | 童希欣 | 飛揚航空二副機長 飛揚航空首位華人女機師 葉雁婷之女 曾誤會金澤泰為父親 唐亦風之好友，與其互相暗戀 萬浩聰之好友兼暗戀對象，後為女友，最後分手 丘惠琪之中學同學 蘇怡、謝立豪、高志宏、凌卓芝、莫善波之好友 於第4集出場 於第40集升為副機長 | Zita       |
| 吳卓羲        | 唐亦風 | 二副機長，於第40集升為副機長 參見唐家 | Issac      |
| 陳鍵鋒        | 萬浩聰 | 二副機長，於第36集辭職 參見萬家 | Donald     |
| 黃宗澤        | 謝立豪 | 二副機長，於第40集升為副機長 參見謝家 | Chris      |
| 馬國明        | 高志宏 | 二副機長，於第40集升為副機長 參見高家 | Roy        |
| 黃嘉樂        | 李子維 | 二副機長 | Victor     |
| 黃子恆        | 鍾世沛 | 二副機長 | Nick       |
| 蔡淇俊        | 許光成 | 二副機長 | Kent       |
| 劉天龍        | 康志磊 | 二副機長 | Rocky      |
| 楊鴻俊        | 陳少雄 | 二副機長 | Hero       |
| 麥子樂        |        | 飛行學員 |            |
| 陳 堃         |        | 飛行學員 |            |
| 鄭俊弘        |        | 飛行學員 |            |
| 裘卓能        |        | 飛行學員 |            |

#### 機艙服務員
| 演員   | 角色   | 關係、職業                                                      | 暱稱           |
| 陳秀珠 | 葉雁婷 | 機艙服務經理 童希欣之母 金澤泰之未婚妻                          | Tina           |
| 鍾麗淇 | 丘慧琪 | 機艙事務長 樂以珊、貝嘉露之好友 童希欣之中學同學                | Vicky          |
| 曾慧雲 | 沙蓮娜 | 機艙事務長 乐以珊之上司                                         | Selina         |
| 馮曉文 | 湯韻妙 | 機艙事務長 乐以珊之上司                                         | Winnie         |
| 陳慧珊 | 樂以珊 | 機艙服務員，原為機場客戶服務主任，於第37集返回機場原職 參見凌家 | Isabelle Belle |
| 胡定欣 | 凌卓芝 | 機艙服務員 參見凌家                                             | Coco           |
| 張松枝 | 池尚文 | 機艙服務員                                                      | Sherman        |
| 黃蘊妍 | 潘小靜 | 機艙服務員                                                      | Iris           |
| 林佳蓉 | 劉佩佩 | 機艙服務員                                                      | Peggy          |
| 簡慕華 | 何若冰 | 機艙服務員                                                      | Icy            |
| 周凱珊 | 阮潔華 | 機艙服務員                                                      | Crystal        |
| 張曉嵐 | 江嘉盈 | 機艙服務員                                                      | Carmen         |
| 楊 娜  | 孫雅麗 | 機艙服務員                                                      | Ally           |
| 李思蓓 | Lily   | 機艙服務員                                                      |                |
| 王冠忠 | Ben    | 機艙服務員                                                      |                |

#### 管理層、地勤及顧客關係部
| 演員   | 角色    | 關係、職業                                                          | 暱稱           |
| 戴志偉 | 司徒軒  | 總經理                                                              | Henry          |
| 陳慧珊 | 樂以珊  | 機場客戶服務主任，於第17集轉任機艙服務員，於第37集返回原職 參見凌家 | Isabelle Belle |
| 陳文靜 | 謝郁芬  | 機場客戶服務主任                                                    | Brenda         |
| 韓毓霞 | Moon    | 顧客關係部經理                                                      |                |
| 吳鎮宇 | 唐亦琛  | 顧客關係部助理經理，原為機長，於第36集回復機長原職 參見唐家         | Samuel Sam     |
| 黃紀瑩 | 鄭鍾妮  | 地勤，後為顧客關係部主任                                            | Jenny          |
| 黃梓瑋 | Yoyo    | 顧客關係部主任                                                      |                |
| 鍾曉盈 | Shirley | 顧客關係部主任                                                      |                |
| 黃碧玲 |         | 顧客關係部秘書                                                      |                |

### 機場集團（Airport Group Hong Kong）
（劇中虛構現實為 機場管理局（Airport Authority Hong Kong））
| 演員   | 角色   | 關係、職業                                                                          | 暱稱   |
| 蘇玉華 | 貝嘉露 | 客運服務經理 莫善波之上司兼暗戀對象，後為女友 樂以珊、丘慧琪之好友 蘇怡之上司兼好友 | Ruby   |
| 魯振順 | 費文高 | 客運服務經理                                                                        | Mingo  |
| 林曉峰 | 莫善波 | 客運服務主任 參見莫家                                                               | Paul   |
| 胡杏兒 | 蘇 怡  | 客運服務主任 參見莫家                                                               | Zoe    |
| 魯文傑 | 朱潤田 | 客運服務主任 貝嘉露、費文高之下属                                                   | Leslie |
| 周家怡 | 麥婉清 | 客運服務主任 貝嘉露、費文高之下属                                                   | Maggie |
| 林遠迎 | 胡國賢 | 客運服務主任 貝嘉露、費文高之下属                                                   | Carson |

### 其他演員
| 演員   | 角色      | 關係、職業                                                              | 暱稱    |
| 姚瑩瑩 | Mimi      | 凌雲志之前女友，後為知己 曾被樂以珊誤會其為唐亦琛之前女友而與唐亦琛分手 |         |
| 古明華 | 蘇 根     | 蘇怡之兄 定居日本                                                       |         |
| 陳凱怡 | 湯凱雯    | 唐璜之秘書兼前女友                                                      | Natalie |
| 蕭徽勇 | 職員甲    |                                                                         |         |
| 陳嘉露 | 職員乙    |                                                                         |         |
| 麥子樂 | 職員丙    |                                                                         |         |
| 陸駿光 | 職員丁    |                                                                         |         |
| 裘卓能 | 職員戊    |                                                                         |         |
| 陳 琪  | 經理人    |                                                                         |         |
| 祝文君 |           | 大追查記者                                                              |         |
| 周飛言 | Doris     | -                                                                       |         |
| 林敏儀 | Bonnie    | -                                                                       |         |
| 車保羅 | 謝 生     |                                                                         |         |
| 潘芳芳 | 王老師    | 蘇怡之老師 張強之前女友                                                 | May     |
| 鍾志光 | 張 強     | 王老師之前男友                                                          |         |
| 麥嘉倫 | 醫 生     | -                                                                       |         |
| 鄺佐輝 | 醫 生     | -                                                                       |         |
| 李鴻杰 | 醫 生     | -                                                                       |         |
| 招石文 | 醫 生     | -                                                                       |         |
| 曾健明 | 醫 生     | 負責醫治唐亦琛眼疾的醫生（第21集）                                      |         |
| 布韋傑 | David     | 澳洲醫生 醫治萬浩聰的腳（第25集）                                       |         |
| 郭德信 | 秦醫生    | 蘇怡的主診醫生                                                          |         |
| 高俊文 | 程艾庭    | 心理醫生（第37集）                                                      |         |
| 卓 兒  | 護 士     | -                                                                       |         |
| 廖麗麗 | Ada       | 唐亦琛之師母                                                            |         |
| 張國威 | 警 察     | -                                                                       |         |
| 陳丹丹 | 周芷晴    | -                                                                       |         |
| 劉桂芳 | 親 屬     | -                                                                       |         |
| 王維德 | Ken       | 藥劑師 凌云志之中學同學兼好友                                           |         |
| 林淑敏 | Mandy     |                                                                         |         |
| 鍾建文 |           |                                                                         |         |
| 徐 榮  | 陳國虎    | 台灣領隊 因飛揚航空航班編排錯誤而滯留香港機場                           |         |
| 陳瑞華 | 洪 苓     | -                                                                       |         |
| 黃月明 | 溫麗瑩    | 凌雲志之前女友                                                          |         |
| 梁珈詠 | 何婉琪    | -                                                                       | Helen   |
| 胡烱龍 | 翟華德    | -                                                                       | Frankie |
| 王少萍 | Eve       | -                                                                       |         |
| 伍濼文 | Christine | -                                                                       |         |
| 陳 佳  | Amy       | -                                                                       |         |
| 王偉樑 | 達        | 精神病患者 迷戀蘇怡 於第16集脅持蘇怡並弄傷唐亦琛，後被捕                |         |
| 沈可欣 | 蘭        | 珊怡之母 樂以珊、蘇怡之好友                                             |         |
| 莫家堯 | 才        | 乘客 患有腦積水，於第19集精神失常並打傷機長，後被送往醫院檢查           |         |
| 余慕蓮 |           | 高志宏之三嬸                                                            |         |
| 黃文標 | 鄧先生    | 乘客 於第32集非禮樂以珊並投訴她                                         |         |
| 游 飆  |           | 乘客 於第34集在飛機廁所上吸煙以致發生火警，後被拘留                     |         |
| 葉 暐  |           | 乘客                                                                    |         |
| 杜 港  |           | 乘客                                                                    |         |
| 夏竹欣 |           | 乘客                                                                    |         |
| 寧 進  |           | 乘客                                                                    |         |
| 黎銘諾 | 導演      | 乘客                                                                    |         |
| 鄭世豪 |           | 乘客                                                                    |         |
| 黃安琪 |           | 乘客                                                                    |         |
| 林影紅 |           | 乘客                                                                    |         |
| 蔡子健 | 余先生    | 乘客                                                                    |         |
| 何志祥 |           | 乘客                                                                    |         |
| 潘冠霖 |           | 乘客                                                                    |         |
| 黃俊紳 |           | 乘客                                                                    |         |
| 黃碧玲 |           | 乘客                                                                    |         |
| 宋紫盈 |           | 乘客                                                                    |         |
| 卓 躒  |           | 乘客                                                                    |         |
| 雷 恩  |           | 乘客                                                                    |         |
| 張貝茜 |           | 乘客                                                                    |         |
| 魏惠文 | 便衣警察  |                                                                         |         |
| 雷 恩  | 女途人    |                                                                         |         |
| 胡諾言 | Rex       | 萬浩聰之舊友                                                            |         |
| 陳狄克 | 劉師傅    | 白糖糕師傅 Rex之父                                                      |         |

### 特別客串
| 演員   | 角色            | 關係、職業                                                      | 出現集數         |
| 鍾欣潼 | Gillian         | 歌星 Charlene失散多年的姐姐                                     | 第6集            |
| 蔡卓妍 | Charlene        | Gillian失散多年的妹妹                                           | 第6集            |
| 王 傑  | 王祖培（Josh）  | 鋼琴家 蘇怡之好友                                               | 第32、35、36集   |
| 陳奕迅 | 陳奕迅（Eason） | 歌星                                                            | 第26集           |
| 康 華  | Carol           | Joe之女友                                                       | 第1集            |
| 郭政鴻 | Joe Chan        | Carol之男友                                                     | 第1集            |
| 李國麟 | 陳克明（小黑）  | 著名特技表演者 角色影射已故演員柯受良                           | 第4集            |
| 楊婉儀 | 陳 太           | 孕婦 陳克明之妻                                                 | 第4集            |
| 羅 蘭  | 龍老太          | 飛揚航空常客                                                    | 第22、23、40集   |
| 鄧健泓 | 大 雄           | 叮噹之男友，後為未婚夫                                          | 第34 、37 - 40集 |
| 嘉碧儀 | 叮 噹           | 大雄之女友，後為未婚妻 於第40集遇上交通意外身亡並把心臟捐給蘇怡 | 第34、37 - 39集  |

## 製作特輯
此劇的製作特輯名為《衝上雲霄製作特輯：愛與夢飛行》，於2003年10月25日（星期六）22:30-23:30在翡翠台播出，內容主要介紹此劇的拍攝製作過程和花絮。

## 製作續集
在2006年由於國泰航空不再贊助，該劇續集並未能開始拍攝。有傳言指國泰航空不再贊助的原因是因為演員之一司徒瑞祈在拍攝宣傳片期間把玩機師帽，但司徒瑞祈否認。最後該劇原有的資源包括台前幕後工作人員、拍攝費用等等用來拍攝另外兩套新劇《男人之苦》及《東方之珠》。
在2011年6月7日逾百位無綫小生、花旦齊集「天際100」出席「TVB POWER天際任飛翔」活動。當時的《衝上雲霄II》演員陣容為苗僑偉、吳卓羲、黃宗澤、胡杏兒、陳法拉、徐子珊、胡定欣。

## 花絮
飛揚航空（Solar Airways）為本劇中首次使用的虛構航空公司，此後這家航空公司常被其他無綫電視電視劇集使用。由於《衝上雲霄》的主要贊助商是國泰航空，因此飛揚航空與國泰航空甚為相似。
另外，2002無綫節目巡禮本劇作為巡禮劇，其原先陣容為林家棟、楊千嬅和馬浚偉，與後來參演的演員陣容完全不同。

## 歌曲
| 主唱   | 歌曲               | 作曲   | 填詞   | 編曲   | 監製 |
| 陳奕迅 | 歲月如歌（主題曲） | 徐偉賢 | 劉卓輝 | 刘志远 | TBA  |
| 陳慧珊 | 我不愛你（片尾曲） | 黃尚偉 | 甄健強 | TBA    | TBA  |

## 獎項

### 萬千星輝賀台慶2003
本年度我最喜愛的電視角色：吳鎮宇 角色：唐亦琛
本年度我最喜愛的電視角色：陳慧珊 角色：樂以珊

### Astro華麗台電視劇大獎2004
我的至愛角色：吳鎮宇 角色：唐亦琛
我的至愛角色：陳慧珊 角色：樂以珊
我的至愛女主角：陳慧珊 角色：樂以珊

## 收視
以下為本劇於香港無綫電視翡翠台之收視紀錄：
| 週次 | 日期                    | 集數  | 平均收視 | 最高收視 |
| 1    | 2003年10月27日-10月31日 | 01-05 | 31點     |          |
| 2    | 2003年11月3日-11月7日   | 06-10 | 31點     |          |
| 3    | 2003年11月10日-11月14日 | 11-15 | 30點     |          |
| 4    | 2003年11月17日-11月21日 | 16-20 | 33點     |          |
| 5    | 2003年11月24日-11月28日 | 21-25 | 33點     |          |
| 6    | 2003年12月1日-12月5日   | 26-30 | 33點     |          |
| 7    | 2003年12月8日-12月13日  | 31-35 | 33點     |          |
| 8    | 2003年12月15日-12月20日 | 36-40 | 32點     | 37點     |

## 重播
由於此劇播出後引起極大迴響，亦令當時投考飛機師人數大增。電視台曾於2008年及2010年分別在深夜及中午重播，兩次皆錄得不錯的收視。
此劇原定於2013年5月18日深夜再一次重播，為將於暑假首播的續集造勢，該招在早前的《仁心解碼》中亦用過，但反應一般，再加上擔心重蹈觀眾將《金枝慾孽貳》第一、二輯作比較的覆轍而拖累收視，決定抽起此劇改為重播該劇中的胡杏兒有參與演出的《怒火街頭2》，此劇最終在2015年2月24日深夜才再一次重播。
後來為重溫其續集中的吳鎮宇的代表作，而決定於2013年9月17日至2013年10月14日於無綫網絡電視TVB經典台重播，更榮獲提名萬千星輝頒獎典禮2015最受歡迎經典劇集。
此劇於2022年10月23日至2022年12月11日於myTV SUPER频道86及马来西亚Astro频道305千禧經典台再次重播。

## 外部連結
- 無綫電視《衝上雲霄》官方網頁

## 電視節目的變遷
| 香港無綫電視翡翠台 星期六 22:30-23:30 時段                                                                       | 香港無綫電視翡翠台 星期六 22:30-23:30 時段         | 香港無綫電視翡翠台 星期六 22:30-23:30 時段                                                                      |
| --- | -------------------------------------------------- | --- |
| | 衝上雲霄製作特輯：愛與夢飛行 （2003.10.25）        | |
| 神鵰俠侶 （2003.10.11 - 2003.10.18）                                                                             | 智在強心 （2003.11.01）                            | |
| 香港無綫電視翡翠台 星期一至五 21:35-22:30 時段                                                                   |                                                    | |
| 俗世情真 （2003.09.15 - 2003.10.24）                                                                             | 衝上雲霄 （第1-17集） （2003.10.27 - 2003.11.18）  | 萬千星輝賀台慶 星期三 （2003.11.19）(20:00-23:00) 衝上雲霄 （第18-39集） 星期一至五 （2003.11.20 - 2003.12.19） |
| 衝上雲霄 （第1-17集） 星期一至五 （2003.10.27 - 2003.11.18） 萬千星輝賀台慶 星期三 （2003.11.19）（20:00-23:00） | 衝上雲霄 （第18-39集） （2003.11.20 - 2003.12.19） | 花樣中年 （2003.12.22 - 2004.01.16）                                                                            |
| 香港無綫電視翡翠台 星期六 20:35-21:30 時段                                                                       |                                                    | |
| 歡樂滿東華2003 （2003.12.13）（20:35-23:45）                                                                     | 衝上雲霄（大結局） （第40集） （2003.12.20）       | 第二十六屆十大中文金曲頒獎音樂會 （2003.12.27）（20:05-22:35）                                                  |